# Saint-Sylvain-d’Anjou
Saint-Sylvain-d’Anjou ist eine Ortschaft und eine Commune déléguée in der französischen Gemeinde Verrières-en-Anjou mit 5.360 Einwohnern (Stand 1. Januar 2022) im Département Maine-et-Loire in der Region Pays de la Loire. Die Einwohner werden Saint-Sylvainais(es) genannt.
Mit Wirkung vom 1. Januar 2016 wurden die Gemeinden Pellouailles-les-Vignes und Saint-Sylvain-d’Anjou zu einer Commune nouvelle mit dem Namen Verrières-en-Anjou zusammengelegt. Die Gemeinde Saint-Sylvain-d’Anjou gehörte zum Arrondissement Angers und zum Kanton Angers-4.

## Geografie
Saint-Sylvain-d’Anjou liegt etwa 10 Kilometer nordwestlich von Angers im Weinbaugebiet Anjou. 
Durch die Gemeinde führt die Autoroute A11.

## Bevölkerungsentwicklung
| 1962 | 1968 | 1975 | 1982 | 1990 | 1999 | 2006 | 2011 |
| ---- | ---- | ---- | ---- | ---- | ---- | ---- | ---- |
| 1536 | 1684 | 2535 | 2603 | 3488 | 4553 | 4474 | 4447 |

## Sehenswürdigkeiten
- Kirche Saint-Sylvain
- Motte (Wallburg) aus der Zeit um 990 mit Donjon
- Schloss Écharbot aus dem 17., mit Umbauten aus dem 19. Jahrhundert, seit 1981 Monument historique
- Schloss Perruches aus dem 19. Jahrhundert
- Park André Delibes
- Amphitheater im Ausstellungspark von Angers

Siehe auch: Liste der Monuments historiques in Verrières-en-Anjou

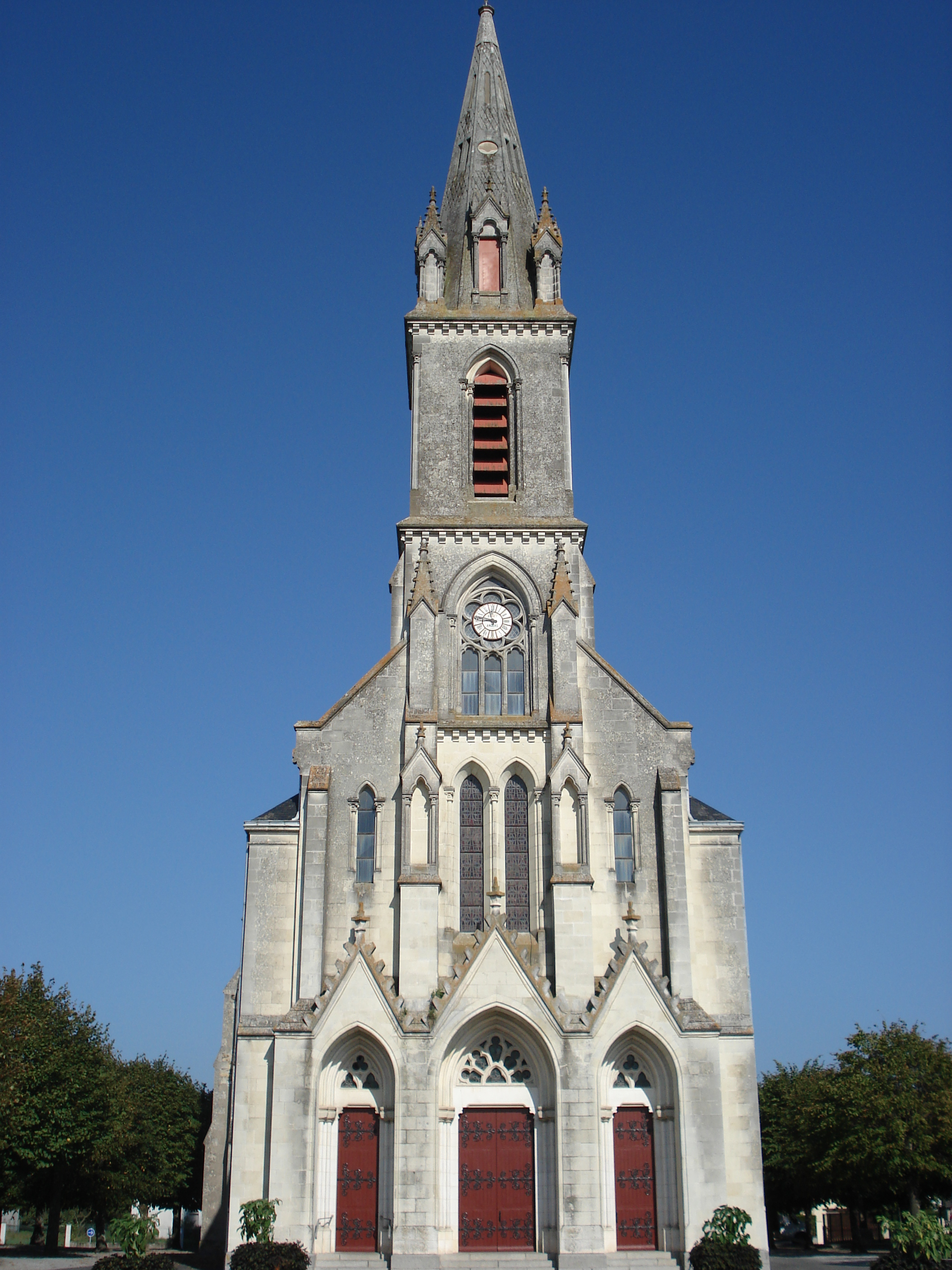
Kirche Saint-Sylvain
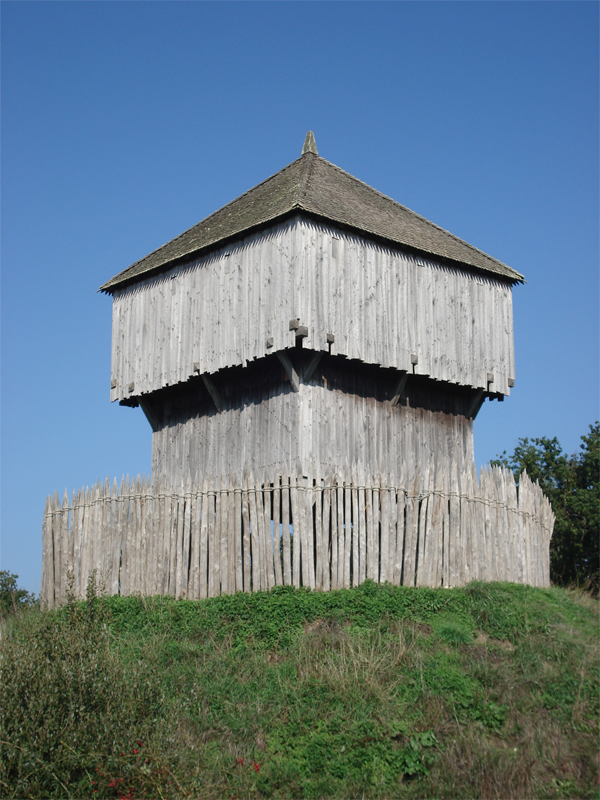
In Teilen rekonstruierter Donjon der Motte